# Ankan japán császár
Ankan japán császár (安閑天皇; Hepburn: Ankan-tennō) volt Japán 27. császára az utódlás hagyományos sorrendje szerint. Nincsenek biztos dátumok arra vonatkozóan, hogy pontosan mikor élt vagy uralkodott, de a hagyomány úgy tartja, hogy Kr. u. 466-ban született, és 531-től 536-ig ült a trónon.

## Élete
A  máig fennmaradt legrégebbi japán krónika, a Kodzsiki (Kojiki) szerint Ankan Keitai császár legidősebb fia volt, aki a korai 6. század alatt irányította az országot. Mikor Ankan 66 éves lett, Keitai lemondott fia javára.

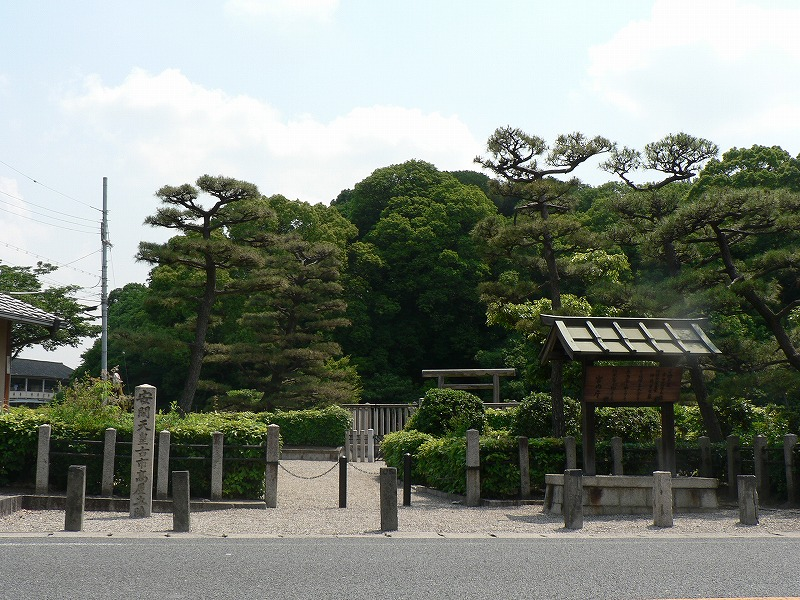
Shinto szentély és mauzóleum Ankan császár tiszteletére.

Ankan korabeli rangja nem lehetett volna tennó (császár), mivel a legtöbb történész úgy véli, hogy ez a rang nem volt bevezetve a 40. császár, Tenmu és Jito császárné uralkodásáig. Ez a rang feltehetően Sumera no Mikoto vagy Ame-no-shita Shiroshimesu Ōkimi (治天下大王) volt, ami azt jelenti, hogy ”A nagyszerű király, aki irányít mindent az égbolt alatt.”. Ankanra utalhattak még, mint „Yamato nagyszerű királya”. (ヤマト大王/大君)
A legjelentősebb esemény, amit feljegyeztek uralkodása alatt, az az állami magtárak nagy számban történő kiépítése országszerte, ezzel is jelezve a korabeli császári hatalom kiterjedését.
Ankan sírját hagyományosan összekapcsolták a Takaya Tsukiyama kofunnal (császárok temetkezési helye a korai 3. és 7. század között), ami Oszaka (Osaka) prefektúra Habikino városában található.

## Családfa
- Kasuga no Yamada no Himemiko (春日山田皇女), Ninken császár (24. császár) lánya (仁賢天皇)
- Satehime (紗手媛), Kose no Ohito no Ōomi lánya  (許勢男人大臣)
- Kakarihime (香香有媛), Satehime fiatalabb lány testvére
- Yakahime (宅媛), Mononobe no Itabi no Ōomuraji lánya (物部木蓮子大連)

## Fordítás
- Ez a szócikk részben vagy egészben  az   Emperor Ankan című angol Wikipédia-szócikk fordításán alapul.  Az eredeti cikk szerkesztőit annak laptörténete sorolja fel. Ez a jelzés csupán a megfogalmazás eredetét és a szerzői jogokat jelzi, nem szolgál a cikkben szereplő információk forrásmegjelöléseként.